# Desviación Copalita
Desviación Copalita är en ort i Mexiko.   Den ligger i kommunen San Agustín Loxicha och delstaten Oaxaca, i den sydöstra delen av landet, 500 km sydost om huvudstaden Mexico City. Desviación Copalita ligger 1 953 meter över havet och antalet invånare är 181.
Terrängen runt Desviación Copalita är bergig åt sydväst, men åt nordost är den kuperad. Runt Desviación Copalita är det ganska tätbefolkat, med 83 invånare per kvadratkilometer. Närmaste större samhälle är San Agustín Loxicha, 4,0 km sydväst om Desviación Copalita. I omgivningarna runt Desviación Copalita växer i huvudsak städsegrön lövskog.